# OFK Gradina Srebrenik
OFK Gradina is een voetbalclub uit Srebrenik in Bosnië en Herzegovina.
De club werd in 1953 opgericht en speelt in het Gradski stadion. In het seizoen 2012/13 won Gradina de Prva Liga Federacija Bosne i Hercegovine waardoor de club in het seizoen 2012/13 voor het eerst in de Premijer Liga speelt. De club degradeerde direct weer terug.